# 977 Philippa
977 Philippa eller 1922 LV är en asteroid i huvudbältet, som upptäcktes 27 mars 1922 av den rysk franske astronomen Beniamin Zjechovskij i Alger. Den har fått sitt namn efter Philipp von Rothschild.
Asteroiden har en diameter på ungefär 65 kilometer.